# 菊川忠夫
菊川忠夫（きくかわ ただお、1930年2月7日-　）は、日本の哲学研究者、神奈川工科大学名誉教授。
東京府（現杉並区）生まれ。1952年東京文理科大学卒、55年同大学院修士課程修了。米国オハイオ大学留学。1960年「現代功利主義論」で論争新人賞受賞。1965年東京都立九段高等学校教諭、幾徳工業高等専門学校助教授、78年教授、神奈川工科大学教授、2001年定年、名誉教授。

## 著書

### 単著
- 『J.S.ミル』清水書院 センチュリーブックス 人と思想 1966
- 『現代ヒューマニズム論』現代文化社 1976
- 『生と死の哲学 現代タナトロギー序説』世界書院 ぷろぱあ叢書　1991
- 『比較思想の風景 東西倫理のトポロジー』世界書院 ぷろぱあ叢書　1992

### 共著
- 『原典による哲学入門』丸山敦子共著 現代文化社 1974
- 『原典による思想入門』丸山敦子共著 文化書房博文社 1981
- 『地球時代の思想入門 哲学的人類学』丸山敦子共著 文化書房博文社 1993

### 翻訳
- ダゴベルト・D.リューンズ『100万人の哲学』現代文化社 1973
- クリシュナムーティ『自由への道 空かける鳳のように』霞ケ関書房 1974
- クリシュナムーティ『道徳教育を超えて 教育と人生の意味』杉山秋雄共訳 霞ケ関書房 1977
- ウィリアム・ルイペン『現象学と人間の回復』丸山敦子共訳 イザラ書房 1978
- T.H.ハックスリー,M.メルロ・ポンティ,R.G.コリングウッド『自然の哲学 自然の中の人間と人間の中の自然』編訳 御茶の水書房 1981
- 『メルローポンティは語る 知覚の優位性とその哲学的帰結』御茶の水書房 1981
- L.スパーリング『メルローポンティの哲学と現代社会』丸山敦子共訳 御茶の水書房 1981－82
- コリングウッド,A・トインビー,ギンズバーグ,K・ポパー『歴史と進歩』大野千登志共編訳 イザラ書房 1985
- G.シャロン『メルロ=ポンティとマルティネ』世界書院 1991
- 『愛と苦悩の名作物語 ダ・ヴィンチ・コード・ミステリー&ノーベル賞作家短篇集』名作の会編監修 丸山敦子, 佐原弘一共訳 海苑社 2006
- 『愛と皮肉の名作物語 風変わりな英米短編集』名作の会編 内田深翠,佐原弘一共訳 海苑社 2006

## 論文
- <菊川忠夫